# Rombicosidodecaedro metabigirato
In geometria solida, il rombicosidodecaedro metabigirato è un poliedro con 62 facce che può essere costruito, come intuibile dal suo nome, ruotando di 36° due delle cupole pentagonali non opposte e nemmeno adiacenti che possono essere individuate sulla superficie di un rombicosidodecaedro.

## Caratteristiche
Il rombicosidodecaedro metabigirato è uno dei 92 solidi di Johnson, in particolare quello indicato come J74, ossia un poliedro strettamente convesso avente come facce dei poligoni regolari ma comunque non appartenente alla famiglia dei poliedri uniformi, ed è il decimo di una serie di diciannove solidi archimedei modificati tutti facenti parte dei solidi di Johnson.
Per quanto riguarda i 60 vertici di questo poliedro, su ognuno di essi incidono una faccia pentagonale, due quadrate e una triangolare.

## Formule
Considerando un rombicosidodecaedro metabigirato avente come facce dei poligoni regolari aventi lato di lunghezza {\displaystyle a}, le formule per il calcolo del volume {\displaystyle V} e della superficie {\displaystyle A} risultano essere:
{\displaystyle V={\frac {a^{3}}{3}}\left(60+29{\sqrt {5}}\right)\approx 41,6153238\ldots a^{3};}
{\displaystyle A=\left(30+5{\sqrt {3}}+3{\sqrt {25+10{\sqrt {5}}}}\right)a^{2}\approx 59,3059828\ldots a^{2}.}

## Poliedri correlati
Ruotando di 36° anche un'altra delle cupole pentagonali individuabili sulla superficie del rombicosidodecaedro metabigirato, purché non adiacente a nessuna di quelle già ruotate, si ottiene il rombicosidodecaedro trigirato, anch'esso facente parte dei solidi di Johnson.